# Frontera Bekenstein
En física, la frontera Bekenstein  o  límite de Bekenstein  es un límite superior a la entropía S, o información I, que pueden estar contenidos en una región finita del espacio que tiene también una cantidad finita de energía, o también, la cantidad máxima de información necesaria para describir perfectamente a un sistema físico hasta el nivel cuántico. Esto implica que la información de un sistema físico, o la información necesaria para describirlo perfectamente, debe ser finita si esa región del espacio y la energía son finitos. En ciencias de la computación, implica que existe una tasa de procesamiento de la información máxima (límite de Bremermann) para un sistema físico que tiene un tamaño y energía finitos, y que una máquina de Turing con dimensiones físicas finitas y memoria ilimitada no es físicamente posible.
La frontera Bekenstein limita la cantidad de información que se puede almacenar dentro de un volumen esférico a la entropía de un agujero negro con la misma superficie.

## Ecuaciones
La forma universal del límite fue encontrada originalmente por Jacob Bekenstein como la desigualdad

{\displaystyle S\leq {\frac {2\pi kRE}{\hbar c}}}

donde {\displaystyle S} es la entropía, {\displaystyle k} es la constante de Boltzmann, {\displaystyle R} es el radio de una esfera que puede encerrar a un sistema dado, {\displaystyle E} es el total de masa-energía incluyendo cualquier masa residual, {\displaystyle \hbar } es la constante reducida de Planck, y {\displaystyle c} es la velocidad de la luz. Hay que notar que aunque la gravedad juega un papel importante, la expresión del límite no contiene la constante de Newton {\displaystyle G}.
En términos computacionales, el límite está dado por:

{\displaystyle I\leq {\frac {2\pi RE}{\hbar c\ln 2}}}

donde {\displaystyle I} es la información expresada en número de bits contenidos en los estados cuánticos de la esfera. El factor {\displaystyle \ln 2}   procede de la definición de la información como el logaritmo base 2 del número de estados cuánticos. Usando la equivalencia masa-energía, el límite informativo puede reformularse como

{\displaystyle I\leq {\frac {2\pi cRm}{\hbar \ln 2}}\approx 2.577\times 10^{43}mR}

donde {\displaystyle m} es la masa del sistema en kilogramos y {\displaystyle R} el radio en metros.

## Ejemplos

### Agujeros negros
Sucede que la entropía Bekenstein-Hawking de agujeros negros tridimensionales satura exactamente el límite

{\displaystyle S={\frac {kA}{4}}}

donde {\displaystyle A} es el área bidimensional del horizonte de sucesos del agujero negro en unidades del área de Planck, {\displaystyle \hbar G/c^{3}}.
La frontera está estrechamente relacionado con la termodinámica de los agujeros negros, el principio holográfico y la frontera de entropía covariante de la gravedad cuántica, y se puede derivar por una precisa conjetura de esta última.

### Cerebro humano
El cerebro humano promedio tiene una masa de 1,5 kg y un volumen de 1260 cm³. Si el cerebro se aproximara por una esfera entonces el radio será 6,7 cm. La frontera Bekenstein asociada es {\displaystyle \approx 2.6\times 10^{42}} bits y representa el máximo de información necesaria para recrear perfectamente un cerebro humano promedio a nivel cuántico. Esto significa que el número {\displaystyle O=2^{I}} de los estados del cerebro humano debe ser inferior a {\displaystyle \approx 10^{7.8\times 10^{41}}}.
La existencia de la frontera de Bekenstein implica que la capacidad de almacenamiento de cerebro humano es finito, aunque potencialmente muy grande; acotado solo por los límites físicos . Según esto tendríamos que la transferencia mental sería posible desde el punto de vista de la mecánica cuántica, a condición de que el fisicalismo sea cierto.